# Schoenus
|  | Per a altres significats, vegeu «Schoenus (ciutat)». |

Schoenus és un gènere de la família de les ciperàcies de plantes herbàcies amb 367 espècies.

## Taxonomia
- Schoenus acuminatus
- Schoenus andrewsii
- Schoenus armeria
- Schoenus badius
- Schoenus benthamii
- Schoenus brevifolius
- Schoenus capillifolius
- Schoenus centralis
- Schoenus clandestinus
- Schoenus cruentus
- Schoenus curvifolius
- Schoenus discifer
- Schoenus efoliatus
- Schoenus elegans
- Schoenus falcatus
- Schoenus ferrugineus
- Schoenus globifer
- Schoenus grandiflorus
- Schoenus latitans
- Schoenus nanus
- Schoenus natans
- Schoenus nigricans
- Schoenus nitens
- Schoenus sculptus
- Schoenus sesquispiculus
- Schoenus subbarbatus
- Schoenus subflavus
- Schoenus tendo